# Pseudomma brevicaudum
Pseudomma brevicaudum är en kräftdjursart som beskrevs av Shen och Liu 1989. Pseudomma brevicaudum ingår i släktet Pseudomma och familjen Mysidae. Inga underarter finns listade i Catalogue of Life.